# Liste der Monuments historiques in Sognolles-en-Montois
Die Liste der Monuments historiques in Sognolles-en-Montois führt die Monuments historiques in der französischen Ortschaft Sognolles-en-Montois auf.
Bauwerke werden nicht gelistet.
Die Objekte sind der Kirche Saint-Michel, Rue de Thénisy, in Sognolles-en-Montois zuzuordnen.

## Liste der Objekte
| Bezeichnung                       | Beschreibung | Standort              | Kennzeichnung | Schutzstatus | Datum | Bild |
| --------------------------------- | --- | --------------------- | ------------- | ------------ | ----- | ---- |
| Engelsköpfe am Altar              | polychrom gefasste Holzarbeit aus dem 18. Jahrhundert | Rue de Thénisy (Lage) | PM77001695    | Classé       | 1975  |      |
| Schwarzer Trauermantel mit Kapuze | Mit Silberfäden bestickte Seide (Blumenmotive und Symbol „IHS“) | Rue de Thénisy (Lage) | PM77002840    | Inscrit      | 1987  |      |
| Gemälde des Abendmahls            | Antoine Bouzonnet-Stella zugeschriebenes Ölgemälde auf Leinwand in einem vergoldeten Holzrahmen aus dem 17. Jahrhundert. Seit spätestens 1878 in der Kirche. Außergewöhnlich schlechter Zustand. | Rue de Thénisy (Lage) | PM77004676    | Inscrit      | 1987  |      |
| Kirchenbänke                      | Holzbänke für die Frauen der Gemeinde aus dem 19. Jahrhundert | Rue de Thénisy (Lage) | PM77002841    | Inscrit      | 1977  |      |
| Statue Christus am Kreuz          | polychrom gefasste und geschnitzte Holzstatue aus dem 16. Jahrhundert | Rue de Thénisy (Lage) | PM77002533    | Inscrit      | 1977  |      |

Zum Verständnis siehe: Kirchenausstattung
- Monuments historiques (Objekte) in Sognolles-en-Montois in der Base Palissy des französischen Kulturministeriums (französisch)